# Barhandsmetoden
Barhandsmetoden är en metod för att arbeta med kontaktledning för exempelvis spårväg eller annan högspänningsledning utan att behöva göra ledningarna spänningslösa, utan att den som jobbar med detta får ström i sig.